# Amata elwesi
Amata elwesi är en fjärilsart som beskrevs av Rothschild 1910. Amata elwesi ingår i släktet Amata och familjen björnspinnare. Inga underarter finns listade i Catalogue of Life.